# Glider snatch pick-up

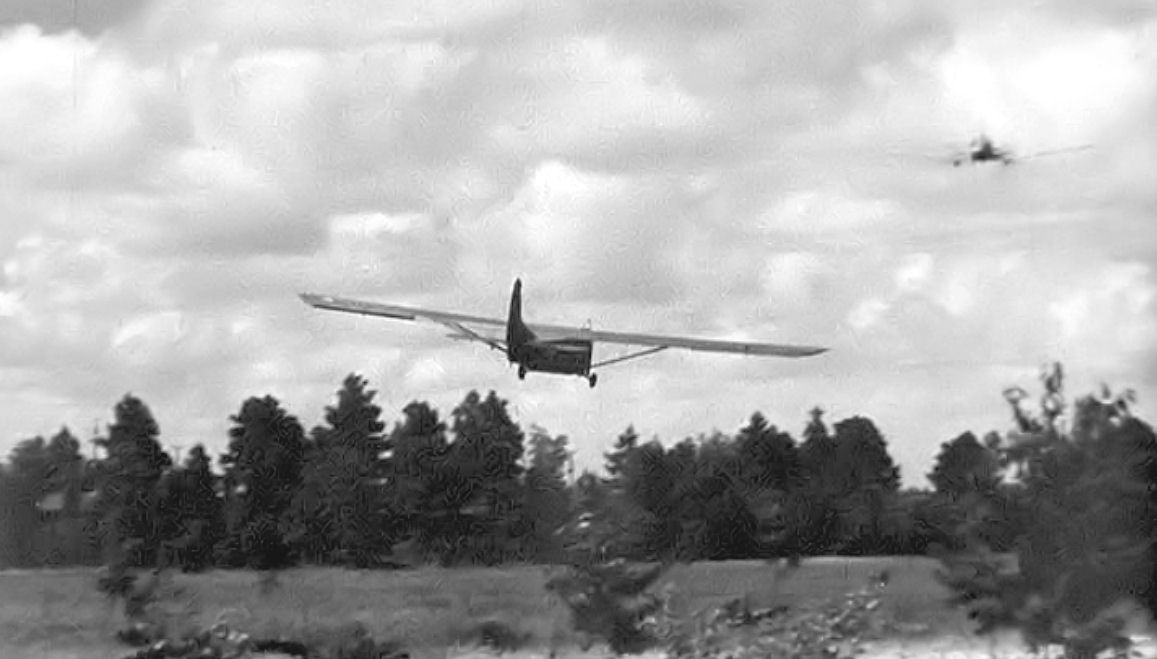
Un planeur CG-4 décollant après un ramassage en 1942

Le Glider snatch pick-up, littéralement le ramassage à l'arraché de planeur, était une technique utilisée par les Alliés de la Seconde Guerre mondiale pour lancer un planeur militaire au sol depuis un avion motorisé volant à basse altitude (le remorqueur, « tow » ou « tug » ), qui n'avait pas à atterrir.
L'avion d'arrachage, généralement un Douglas C-47 Skytrain ("Dakota"), avait un bras 20 pieds pendant à 45 degrés, supportant un crochet à l'extrémité. Le crochet était attaché à un câble en acier attachée à un treuil automatique contenant 1000 m de câble en acier. Au survol, le crochet s'engageait dans une boucle carrée d'une corde de remorquage en nylon appuyée sur deux perches écartée d'environ 20 pieds l'une de l'autre et de10 pieds de haut. Cette boucle était attachée à une corde de remorquage en nylon de 180 pieds attachée à l'avant du planeur. La conception spéciale du crochet signifiait qu'il était moins susceptible de s'accrocher au sol mais qu'il saisirait la boucle.
Lorsque le crochet était engagé dans la boucle, la corde était d'abord déroulée du treuil, puis progressivement, un frein était automatiquement appliqué jusqu'à 800 pieds de câble déroulé. Ceci, et l'étirement de la corde en nylon, ont réduit la charge de choc à moins de 1 g pendant une durée d'environ 3 à 6 secondes, moment pendant lequel le planeur s'élevait dans les airs. Le fil d'acier a ensuite été treuillé. Il était possible pour un avion de capter deux planeurs de cette manière, en deux passages. Les planeurs de cette manière pouvaient être récupérés pour être réutilisés après les opérations de combat.
Certaines victimes ont été évacuées des débarquements du jour J vers le Royaume-Uni en utilisant cette technique. Plusieurs sauvetages de passagers d'avions abattus ont également été effectués en faisant atterrir des planeurs pour récupérer des survivants, puis en les arrachant vers des endroits éloignés.
Le système a été développé pour l'armée par Richard Chichester du Pont à partir d'un système précédent qui impliquait la récupération du courrier postal à la volée.